# Parafia św. Bartłomieja w Samocicach
Parafia św. Bartłomieja w Samocicach - parafia znajdująca się w diecezji tarnowskiej w dekanacie szczucińskim.
Patronem parafii jest św. Bartłomiej.

## Historia
Parafię w Samocicach erygował w 1937 r. biskup tarnowski Franciszek Lisowski. Kościół ufundował już w roku 1936 ks. kan. Bartłomiej Harbut według projektu architektów Włodzimierza i Mieczysława Gruszczyńskich oraz architekta Jana Stobieckiego. Konsekracji kościoła dokonał w 1953 r. biskup tarnowski Jan Stepa. W bezpośrednim sąsiedztwie kościoła powstał również parafialny cmentarz. Ks. kan. Bartłomiej Harbut, jako pierwszy proboszcz tej parafii piastował tę funkcję aż do śmierci, czyli do roku 1959. Został pochowany w kapliczce cmentarnej.